# Tong Wen
Tong Wen (Tianjin, 1 februari 1983) is een Chinees judoka.
Tong werd tijdens de Olympische Zomerspelen 2008 in eigen land olympisch kampioen door in finale de Japanse titelverdedigster Maki Tsukada te verslaan. Tong werd in totaal zevenmaal wereldkampioen driemaal in de open klasse en viermaal in het zwaargewicht. Tong verloor tijdens de Olympische Zomerspelen 2012 in de halve finale van de latere kampioen de Cubaanse Idalys Ortíz, vervolgens won Tong de strijd om het brons.

## Resultaten
- Aziatische kampioenschappen judo 2000 in Osaka  in het zwaargewicht
- Wereldkampioenschappen judo 2001 in München  in de open klasse
- Aziatische Spelen 2002 in Busan  in de open klasse
- Wereldkampioenschappen judo 2003 in Osaka  in de open klasse
- Wereldkampioenschappen judo 2005 in Caïro  in het zwaargewicht
- Aziatische Spelen 2006 in Doha  in het zwaargewicht
- Wereldkampioenschappen judo 2007 in Rio de Janeiro  in het zwaargewicht
- Olympische Zomerspelen 2008 in Peking  in het zwaargewicht
- Wereldkampioenschappen judo 2008 in Levallois-Perret  in de open klasse
- Wereldkampioenschappen judo 2009 in Rotterdam  in het zwaargewicht
- Wereldkampioenschappen judo 2011 in Parijs  in het zwaargewicht
- Wereldkampioenschappen judo 2011 Open klasse in Tjoemen  in de open klasse
- Olympische Zomerspelen 2012 in Londen  in het zwaargewicht

1992: Zhuang Xiaoyan ·
1996: Sun Fuming ·
2000: Yuan Hua ·
2004: Maki Tsukada ·
2008: Tong Wen · 
2012: Idalys Ortíz · 
2016: Émilie Andéol · 
2020: Akira Sone · 
2024: Beatriz Souza
- Nederlandse Thesaurus van Auteursnamen: 217912613
- Virtual International Authority File: 310524627
- WorldCat: E39PBJB47JHXGdy3fKJtYXkbh3